# At the Speed of Life
At The Speed of Life – debiutancki album studyjny Xzibita.

## Lista utworów
| #  | Tytuł                       | Producent         | Gościnnie                        |
| -- | --------------------------- | ----------------- | -------------------------------- |
| 1  | "Grand Opening" (Intro)     | Craig Sherrad     |                                  |
| 2  | "At the Speed of Life"      | Thayod Ausar      |                                  |
| 3  | "Just Maintain"             | Tha Alkaholiks    | Hurricane G., J-Ro               |
| 4  | "Eyes May Shine"            | Havoc (Mobb Deep) |                                  |
| 5  | "Positively Negative"       | Craig Sherrad     | King Tee                         |
| 6  | "Don't Hate Me" (Interlude) | Thayod Ausar      |                                  |
| 7  | "Paparazzi"                 | Thayod Ausar      |                                  |
| 8  | "The Foundation"            | DJ Muggs          |                                  |
| 9  | "Mrs. Crabtree" (Interlude) | Saafir            |                                  |
| 10 | "Bird's Eye View"           | Diamond D         | Catastraphe*, Hurricane G., J-Ro |
| 11 | "Hit & Run" (Part II)       | Craig Sherrad     | Ras Kass                         |
| 12 | "Carry the Weight"          | Thayod Ausar      |                                  |
| 13 | "Plastic Surgery"           | Tha Alkaholiks    | Ras Kass, Saafir                 |
| 14 | "Enemies & Friends"         | DJ Pen One        |                                  |
| 15 | "Last Words" (Outro)        | Craig Sherrad     |                                  |